# Landes-Raumordnungsprogramm Niedersachsen
Das Landes–Raumordnungsprogramm (LROP) ist der Raumordnungsplan für das Land Niedersachsen. Mit ihm wird die politisch und gesetzlich verankerte Raumordnung für das zweitgrößte deutsche Flächenland festgelegt. Im Raumordnungsprogramm wird u. a. festgelegt, welchen Stellenwert bestimmte Nutzungsformen bekommen, wie z. B. konventionelle Landwirtschaft, Naturschutz, Siedlungsflächen, Verkehrswege, Rohstoffgewinnung und anderes.
Mit verbindlichen Aussagen zu raumbedeutsamen Nutzungen und deren Entwicklungen dient das Landes-Raumordnungsprogramm dazu, die oftmals widerstreitenden wirtschaftlichen, sozialen, kulturellen und ökologischen Interessen an den Raum festzulegen.

## Rechtliche Grundlage
Das Landes-Raumordnungsprogramm in der heutigen Fassung (2013) basiert auf einer Verordnung aus dem Jahre 1994. Es wurde seitdem mehrfach aktualisiert, im Jahr 2007/2008 grundlegend novelliert und 2011/2012 fortgeschrieben. Die aktuelle Fassung der LROP-Änderungsverordnung ist seit dem 3. Oktober 2012 wirksam. Grundlage für die Aufstellung und Anwendung des LROP sind heute (2015) das Raumordnungsgesetz (ROG) vom 22. Dezember 2008 (Bundesgesetz) und das Niedersächsische Raumordnungsgesetz (NROG) die durch Verordnungen auf Bundes- (zum Beispiel Raumordnungsverordnung) und Landesebene (zum Beispiel Planzeichenregelung) ergänzt werden.

## Entwicklung seit 2013
Mit dem Regierungswechsel zum Kabinett Weil 2013 ging auch eine andere Flächennutzungspolitik einher. Im April 2013 gab die Landesregierung bekannt, alle Torfabbaugebiete aus dem Landesraumordnungsprogramm (LROP) zu streichen. Aus Gründen des Klima- und Naturschutzes sollte künftig gänzlich auf Vorranggebiete für den Torfabbau verzichtet werden. Das Beteiligungsverfahren für die Änderung wurde im Sommer 2014 eingeleitet, die Frist zur Abgabe von Stellungnahmen lief bis Ende 2014. Zur Berücksichtigung der Stellungnahmen Betroffener sah der Entwurf im Herbst 2015 als Kompromiss die Beibehaltung von 4.500 Hektar Moorabbauflächen vor. Bisher durfte auf 21.300 Hektar Torfstich betrieben werden.
Die Grundlage für den Moorschutz in Niedersachsen soll eine aktuelle Bestandsanalyse der Hoch- und Niedermoore bilden. Ziel ist es, Böden mit hohen Kohlenstoffgehalten wieder in einen naturnahen Zustand zu versetzen. So soll ihre Klima- und Bodenschutzfunktion zurückgewonnen werden.
Mittel- bis langfristig möchte die Landesregierung ein Moorschutzsystem „Norddeutsche Moorlandschaft“ schaffen. Hierfür sollen die Flächen zusammengestellt sowie Schutzziele und Nutzungen im kooperativen Dialog mit der Bevölkerung, den Landwirten und den Verbänden festgelegt werden. Das Sofortprogramm 2014/2015 besteht vor allem aus der Arrondierung öffentlicher Flächen und ersten konkreten Maßnahmen zur Wiedervernässung. Gleichzeitig werden insbesondere zukünftige Vernässungsmaßnahmen geplant und nötige Genehmigungsverfahren eingeleitet. Die Finanzierung soll auf EU-Förderungen (EFRE, ELER, LIFE) basieren. Konkrete mittel- und langfristige Maßnahmen sollen ab 2016 umgesetzt werden.
Nach weiteren Beteiligungsschritten und Änderungen des Entwurfs zum LROP stimmte das Kabinett im April 2016 zu, diesen an das Parlament zur Stellungnahme zu geben.
Die aktuell gültige Fassung des LROP stammt von 2017 mit einer Änderung aus dem Jahre 2022.
Mit verbindlichen Aussagen zu raumbedeutsamen Nutzungen (Siedlung, Verkehrswege, Rohstoffgewinnung u. a.) und deren Entwicklungen dient das LROP dazu, die oftmals widerstreitenden wirtschaftlichen, sozialen, kulturellen und ökologischen Interessen an den Raum aufeinander abzustimmen. Es stellt so die planerische Konzeption für eine zukunftsfähige Landesentwicklung dar. Das LROP umfasst eine sogenannte „Beschreibende Darstellung“ mit textlichen Festlegungen und eine „Zeichnerische Darstellung“ (Karte im Maßstab 1 : 500 000).